# Vaccinium quinquefidum
Vaccinium quinquefidum är en ljungväxtart som beskrevs av J. J.Smith. Vaccinium quinquefidum ingår i Blåbärssläktet, och familjen ljungväxter. Utöver nominatformen finns också underarten V. q. oranjense.